# Little Brown Jug
Little Brown Jug ou The Little Brown Jug est une chanson écrite par Joseph Winner (en). Elle est publiée en 1869 à Philadelphie sous le nom « Eastburn », le deuxième prénom de Winner.
Cette chanson à boire est très populaire aux États-Unis à l'époque de la prohibition. En 1939, Glenn Miller en enregistre une reprise avec son orchestre qui connaît un grand succès et s'écoule à plus d'un million d'exemplaires. Elle apparaît dans Romance inachevée (The Glenn Miller Story), un film de 1954 racontant de manière romancée la vie de Miller.